# Pierre Yu Chong-nyul
Pour les articles homonymes, voir Saint Pierre et Yu.
Pierre Yu Chong-nyul ou Pierre Yu Chŏng-nyul (en coréen 유정률 베드로) est un laïc chrétien coréen, martyr et saint catholique, né en 1836 à Nonje près de Pyongyang en Corée, mort en prison pour sa foi le 17 février 1866 à Pyongyang.
Reconnu martyr et béatifié en 1968 par le pape Paul VI, il est solennellement canonisé à Séoul par Jean-Paul II le 6 mai 1984 avec un groupe de 102 autres martyrs de Corée. 
Saint Pierre Yu Chong-nyul est fêté le 17 février et le 20 septembre.

## Biographie
Yu Chong-nyul naît à Nonje, près de Pyongyang en Corée, en 1836. Orphelin très jeune, il gagne sa vie en vendant des chaussures de paille.
Il a un caractère très vif et emporté, et traite durement sa femme. Il aime beaucoup le jeu. Il fait connaissance du catholicisme et apprend cette religion en 1863-1864. Il part pour Séoul et y reçoit le baptême en 1864, à 28 ans, sous le prénom de Pierre. Sa vie en change complètement. Pierre Yu est gentil avec sa femme, et fait pénitence pour la façon dont il la traitait auparavant. Il arrête le jeu. Il conduit beaucoup de gens à la foi catholique par sa vie devenue exemplaire.
Malgré les rumeurs de persécutions, Pierre Yu continue à vivre et enseigner pacifiquement. Le jour du nouvel an lunaire de 1866, peut-être sous le coup d'une inspiration, il fait ses adieux à ses proches. Le soir même, il est en prière à la mission Kodunni avec le catéchiste Vincent Chŏng et de nombreuses personnes, quand plusieurs policiers investissent les lieux. De nombreux catholiques peuvent s'échapper, mais Pierre Yu et le neveu du catéchiste sont arrêtés. Ils sont emmenés à Pyongyang et emprisonnés.
Le gouverneur de Pyongyang oblige des apostats à battre Pierre Yu avec des massues. Pierre Yu Chong-nyul meurt sous les coups à Pyongyang le 17 février 1866,. Pour être sûr de sa mort, le gouverneur fait brûler le corps de Pierre Yu, puis fait jeter son corps dans le Taedong. Sa femme vient de nuit rechercher son corps et l'enterre dans le cimetière familial.

## Canonisation
Pierre Yu Chong-nyul est reconnu martyr par décret du Saint-Siège le 4 juillet 1968 et ainsi proclamé vénérable. Il est béatifié (proclamé bienheureux) le 6 octobre suivant par le pape Paul VI.
Il est canonisé (proclamé saint) par le pape Jean-Paul II le 6 mai 1984 à Séoul en même temps que 102 autres martyrs de Corée. 
Saint Pierre Yu Chong-nyul est fêté le 17 février, jour anniversaire de sa mort, et le 20 septembre, qui est la date commune de célébration des martyrs de Corée.